# Windsurf World Cup 2022
Der Windsurf World Cup 2022 begann mit dem Wave World Cup in Santa Maria (Kap Verde) am 20. Februar 2022 und endete am 15. November mit dem Slalom Event in Yokosuka (Japan) enden. Das wichtigste Event der Saison war wie üblich der Super-Grand-Slam auf Sylt. Daneben ist der Stopp auf den Kapverden zum ersten Mal seit der Saison 2007 im Programm.
Ursprünglich enthielt der provisorische Tourkalender ein Wave-Event in El Médano (Spanien) und Slalom-Wettbewerbe in Kudahuraa (Malediven), Tiberias (Israel) und Torbole (Italien), welche jedoch im Laufe der Saison nicht bestätigt oder abgesagt wurden.

## Klassifizierung der Events
Die in der Saison 2020 eingeführte Sternewertung, klassifiziert die verschiedenen Events und soll dazu dienen, dass auch kleinere Events als World Cups eingestuft werden können.
- 1★ bis 3★: weniger als das minimale Preisgeld, geringere Punkte für die Wertungen
- 4★: eine Disziplin für Männer oder Frauen
- 5★: eine Disziplin für Männer und Frauen
- 6★: mehr als zwei Disziplinen oder mehr als das minimale Preisgeld
- 7★: mehr als zwei Disziplinen und mehr als das minimale Preisgeld

## World-Cup-Wertungen

### Wave
| Rang | Name                   | Land                   | Punkte |
| ---- | ---------------------- | ---------------------- | ------ |
| 01   | Marcilio Browne        | Brasilien              | 24.650 |
| 02   | Philip Köster          | Deutschland            | 21.968 |
| 03   | Victor Fernández López | Spanien                | 20.025 |
| 04   | Thomas Traversa        | Frankreich             | 18.973 |
| 05   | Ricardo Campello       | Venezuela              | 17.308 |
| 06   | Antoine Martin         | Frankreich             | 14.781 |
| 07   | Marc Paré              | Spanien                | 13.785 |
| 08   | Marino Gil Gheradi     | Spanien                | 13.449 |
| 09   | Robby Swift            | Vereinigtes Königreich | 12.370 |
| 10   | Takuma Sugi            | Japan                  | 11.834 |

| Rang | Name                   | Land        | Punkte |
| ---- | ---------------------- | ----------- | ------ |
| 01   | Sarah-Quita Offringa   | Aruba       | 17.650 |
| 02   | Justyna Sniady         | Polen       | 14.870 |
| 03   | Lina Erpenstein        | Deutschland | 14.535 |
| 04   | Isabel Trivino Delgado | Spanien     | 11.648 |
| 05   | Maria Morales Navarro  | Spanien     | 11.003 |
| 06   | Marine Hunter          | Frankreich  | 10.194 |
| 07   | Daida Ruano Moreno     | Spanien     | 10.000 |
| 08   | Maria Behrens          | Deutschland | 08.738 |
| 08   | Sol Degrieck           | Belgien     | 08.738 |
| 10   | Iballa Ruano Moreno    | Spanien     | 08.500 |

### Freestyle
| Rang | Name                   | Land          | Punkte |
| ---- | ---------------------- | ------------- | ------ |
| 01   | Adrien Bosson          | Frankreich    | 10.000 |
| 02   | Jacopo Testa           | Italien       | 09.900 |
| 03   | Steven van Broeckhoven | Belgien       | 09.800 |
| 04   | Yentel Caers           | Belgien       | 09.700 |
| 05   | Dieter van der Eyken   | Belgien       | 09.600 |
| 06   | Antony Ruenes          | Frankreich    | 09.500 |
| 07   | Nicolas Akgazciyan     | Frankreich    | 09.350 |
| 07   | Sam Esteve             | Frankreich    | 09.350 |
| 09   | Antoine Albert         | Neukaledonien | 09.050 |
| 09   | Youp Schmit            | Bonaire       | 09.050 |
| 09   | Takuma Sugi            | Japan         | 09.050 |
| 09   | Amado Vrieswijk        | Bonaire       | 09.050 |

### Slalom
| Rang | Name             | Land        | Punkte   |
| ---- | ---------------- | ----------- | -------- |
| 01   | Maciek Rutkowski | Polen       | 20.200 * |
| 02   | Matteo Iachino   | Italien     | 20.200   |
| 03   | Enrico Marotti   | Kroatien    | 20.100   |
| 04   | Amado Vrieswijk  | Bonaire     | 20.000   |
| 05   | Nicolas Goyard   | Frankreich  | 19.700   |
| 06   | Mateus Isaac     | Brasilien   | 19.700   |
| 07   | Pierre Mortefon  | Frankreich  | 19.600   |
| 08   | Johan Søe        | Dänemark    | 19.600   |
| 09   | Jordy Vonk       | Niederlande | 18.800   |
| 10   | Sebastian Kördel | Deutschland | 18.500   |

| Rang | Name                    | Land                   | Punkte |
| ---- | ----------------------- | ---------------------- | ------ |
| 01   | Marion Mortefon         | Frankreich             | 10.300 |
| 02   | Justine Lemeteyer       | Frankreich             | 10.200 |
| 03   | Delphine Cousin Questel | Frankreich             | 10.100 |
| 04   | Helle Oppedal           | Norwegen               | 10.000 |
| 05   | Blanca Alabau           | Spanien                | 09.900 |
| 06   | Ma Kwan Ching           | Hongkong               | 09.800 |
| 07   | Sarah-Quita Offringa    | Aruba                  | 09.700 |
| 08   | Jenna Gibson            | Vereinigtes Königreich | 09.600 |
| 09   | Rina Niijima            | Japan                  | 09.500 |
| 10   | Veerle ten Have         | Neuseeland             | 09.400 |

## Podestplatzierungen Männer

### Wave
| ★  | Datum               | Ort            | 1. Platz       | 2. Platz        | 3. Platz               |
| -- | ------------------- | -------------- | -------------- | --------------- | ---------------------- |
| 5★ | 20.02. – 28.02.2022 | Santa Maria    | Bernd Roediger | Marcilio Browne | Camille Juban          |
| 5★ | 09.07. – 17.07.2022 | Pozo Izquierdo | Philip Köster  | Marcilio Browne | Victor Fernández López |
| 7★ | 23.09. – 02.10.2022 | Sylt           | Philip Köster  | Marc Paré       | Marcilio Browne        |

### Freestyle
| ★  | Datum               | Ort         | 1. Platz                                       | 2. Platz                                       | 3. Platz                                       |
| -- | ------------------- | ----------- | ---------------------------------------------- | ---------------------------------------------- | ---------------------------------------------- |
| 6★ | 28.07. – 06.08.2022 | Costa Calma | Aufgrund politischer Unstimmigkeiten abgesagt. | Aufgrund politischer Unstimmigkeiten abgesagt. | Aufgrund politischer Unstimmigkeiten abgesagt. |
| 7★ | 23.09. – 02.10.2022 | Sylt        | Adrien Bosson                                  | Jacopo Testa                                   | Steven van Broeckhoven                         |

### Slalom
| ★  | Datum               | Ort         | 1. Platz                                       | 2. Platz                                       | 3. Platz                                       |
| -- | ------------------- | ----------- | ---------------------------------------------- | ---------------------------------------------- | ---------------------------------------------- |
| 2★ | 04.07. – 09.07.2022 | Bol         | Bruno Martini                                  | Pierre Mortefon                                | Matteo Iachino                                 |
| 6★ | 28.07. – 06.08.2022 | Costa Calma | Aufgrund politischer Unstimmigkeiten abgesagt. | Aufgrund politischer Unstimmigkeiten abgesagt. | Aufgrund politischer Unstimmigkeiten abgesagt. |
| 7★ | 23.09. – 02.10.2022 | Sylt        | Amado Vrieswijk                                | Maciek Rutkowski                               | Matteo Iachino                                 |
| 5★ | 11.11. – 15.11.2022 | Yokosuka    | Enrico Marotti                                 | Nicolas Goyard                                 | Matteo Iachino                                 |

## Podestplatzierungen Frauen

### Wave
| ★  | Datum               | Ort            | 1. Platz             | 2. Platz            | 3. Platz             |
| -- | ------------------- | -------------- | -------------------- | ------------------- | -------------------- |
| 5★ | 09.07. – 17.07.2022 | Pozo Izquierdo | Daida Ruano Moreno   | Iballa Ruano Moreno | Sarah-Quita Offringa |
| 7★ | 23.09. – 02.10.2022 | Sylt           | Sarah-Quita Offringa | Justyna Sniady      | Lina Erpenstein      |

### Freestyle
| ★  | Datum               | Ort         | 1. Platz                                       | 2. Platz                                       | 3. Platz                                       |
| -- | ------------------- | ----------- | ---------------------------------------------- | ---------------------------------------------- | ---------------------------------------------- |
| 6★ | 28.07. – 06.08.2022 | Costa Calma | Aufgrund politischer Unstimmigkeiten abgesagt. | Aufgrund politischer Unstimmigkeiten abgesagt. | Aufgrund politischer Unstimmigkeiten abgesagt. |

### Slalom
| ★  | Datum               | Ort      | 1. Platz        | 2. Platz          | 3. Platz                |
| -- | ------------------- | -------- | --------------- | ----------------- | ----------------------- |
| 2★ | 04.07. – 09.07.2022 | Bol      | Sara Wennekes   | Marion Mortefon   | Helle Oppedal           |
| 5★ | 11.11. – 15.11.2022 | Yokosuka | Marion Mortefon | Justine Lemeteyer | Delphine Cousin Questel |